# Dominika Grabowska
Dominika Grabowska, née le 26 décembre 1998, est une footballeuse internationale polonaise évoluant au poste de milieu de terrain au TSG Hoffenheim.

## Biographie

### Carrière en club
Dominika Grabowska rejoint en 2017 le Górnik Łęczna et remporte trois années de suite le championnat de Pologne ainsi que la Coupe de Pologne en 2018. En 2020, elle décide de partir à l'étranger et signe un an au FC Fleury 91, en France.

### Carrière internationale
Après être passée par les catégories de jeunes, Dominika Grabowska fait partie de l'équipe nationale de Pologne depuis 2015. Elle termine finaliste de Algarve Cup 2019 avec la sélection.

## Palmarès
Górnik Łęczna
- Ekstraliga (2)
  - Championne en 2018 et 2019

- Coupe de Pologne (1)
  - Vainqueur en 2018

 Pologne
- Algarve Cup
  - Finaliste en 2019